# Graciela Agudelo
Graciela Agudelo   (Ciutat de Mèxic, 7 de desembre de 1945 - 19 d'abril de 2018) va ser una pianista i compositora mexicana.
Graciela Josefina Eugenia Agudelo i Murguía, coneguda professionalment com Graciela Agudelo, va estudiar piano a l'Escola Nacional de Música de la Universitat Nacional Autònoma de Mèxic i composició al Conservatori Nacional de Música amb Héctor Quintanar i Mario Lavista i en el Taller de Creació Musical de l'Institut Nacional de Belles Arts (INBAL) de Mèxic. Va rebre una beca de la "Internationales Musikinstitu Darmstadt" a Alemanya.
Agudelo va ser cofundadora del grup de cambra Onix Ensamble i va ser membre fundador de la Societat Mexicana de Música Nova. Va publicar diversos articles i assajos i va dirigir la revista oficial de l'Escola Nacional de Música de la Universitat Nacional Autònoma de Mèxic. És autora del Mètode GAM d'iniciació musical per a la mainada (ENM / UNAM, 1998) i de la Lotería Musical, un joc didàctic infantil. El 2002 va rebre el "premi Xochipilli" a la creativitat destacada en el camp de la música a Mèxic.
Tot i que una part de la seva música té un caràcter didàctic (va escriure llibres d'instrucció i música per a estudiants), és coneguda sobretot per les seves "obres en solitari, de cambra i orquestrals en un estil avantguardista animat per un enfocament individualista de la identitat nacional que evita el tòpics".